# أرونا شيلدز
أرونا شيلدز (بالإنجليزية: Aruna Shields)‏ هي ممثلة بريطانية، ولدت في 6 أغسطس 1978 في لندن في المملكة المتحدة.

## وصلات خارجية
- الموقع الرسمي
- أرونا شيلدز على موقع IMDb (الإنجليزية)
- أرونا شيلدز على موقع قاعدة بيانات الفيلم (الإنجليزية)